# فيلق القوات البرية الأمريكي الهندسي
فيلق المهندسين بالجيش الأمريكي (USACE) هو أحد الوكالات الفدرالية الأمريكية تحت إشراف وزارة الدفاع وقيادة عسكرية هامة مؤلفة من حوالي 37.000 فرد مدني وعسكري، مما يجعله واحداً من أكبر وكالات الهندسة العامة، التصميم، وإدارة الإنشاءات. على الرغم من ارتباط بشكل عام بالسدود، القنوات، والحماية من الفيضان في الولايات المتحدة، إلا أن فيلق المهندسين بالجيش الأمريكي شارك في مجموعة واسعة من الأشغال العامة في جميع أنحاء العالم. يوفر فيلق المهندسين فرص ترفيه في الهواء الطلق للعامة، ويوفر 24% من الطاقة الكهرومائية في الولايات المتحدة.

## التاريخ
يرجع تاريخ فيلق المهندسين بالجيش الأمريكي إلى 16 يونيو 1775، عندما نظم الكونغرس القاري الجيش بكبير مهندسين واثنين من المساعدين. أصبح الكولونيل ريتشارد كريدلي أول كبير مهندسين في عهد الجنرال جورج واشنطن.

## وصلات خارجية
- www.USACE.Army.mil